# María Cecilia Villanueva
María Cecilia Villanueva (La Plata, Argentina, 4 de septiembre de 1964) es una compositora argentina.
Estudió piano con Leticia Corral y Elizabeth Westerkamp. Dio numerosos conciertos como solista en la Argentina. Estudió posteriormente composición en la Facultad de Bellas Artes de la Universidad Nacional de La Plata con Mariano Etkin.
Su música ha sido ejecutada por las principales orquestas de las radios alemanas, entre ellas: WDR, HR y BR; y la Orquesta Sinfónica Nacional de Argentina.
Así como también por reconocidos ensambles de música contemporánea, entre ellos: Ensemble Modern, Musikfabrik, Ensemble Aventure, KNM Berlin, Ensemble Resonanz, Ensemble SurPlus, Thürmchen Ensemble, Freiburger Schlagzeugensemble, Quasars Ensemble y Auryn Quartett.

## Interpretaciones
Su música ha sido ejecutada en importantes festivales y ciclos de música contemporánea entre otros:
WDR Forum Junger Komponisten 1989, Colonia;
Pro Musica Nova 1992, Bremen;
Festivales Latinoamericanos de Música 1993, 1998 y 2010, Caracas;
Musiktriennale Köln 1994;
Festival de la SIMC/ISCM World Music Days (Essen) 1995;
Musica Nova 1995, Leipzig;
NovAntiqua 1996, Köln;
Donaueschinger Musiktage 1996;
Wien Modern 1996, Austria;
Musik Biennale Berlín 1997;
"Neue Musik Rümlingen", Suiza, 1997 y 1999;
Festival "Frau Musica Nova", Köln, 1998;
Sonidos de las Américas, Nueva York, 1998;
Forum Neue Musik, Fráncfort del Meno 1999;
Festival young.euro.classic, Berlín, 2001;
Europäisches Musikmonat Basilea 2001, Suiza;
4° Encuentro Latinoamericano, Belo Horizonte, Brasil, 2002;
Metropolenprojekt Buenos Aires-Berlín 2004;
Wittener Tage fuer Neue Kammermusik 2006;
Música viva Múnich 2007;
musica aperta (Winterthur, Suiza, 2019)
Tempus Fugit (Buenos Aires 2013, 2019 y 2020)
XX Ciclo de Conciertos de Música Contemporánea del Festival Internacional de Buenos Aires (2020)
Ars Nova Choele Choel 2013, music@villaromana (Florencia, 2015) y Distat Terra Festival (Choele Choel, 2014, 2016, 2018 y 2022).

## Lista de obras
- Erosiones, orquesta (1987/88).
- Birlibirloque, para fl, cl, tp, trbn, pno, 2 vn, va, vc y cb (1988).
- Música descalza, para fl, ob, cl, perc, pno, vn, va, vc (1989).
- Escenario, piano y orquesta (1989 - rev. 2007).
- A cada brisa, para voz, fl en sol, cl bajo, vibr, va (o 2. vibr) (1989).
- Tulipanes negros, para clarinete bajo y contrabajo (1990).
- En el gris, para 2 perc (1992).
- Travesía, para cl, vc, piano (1994).
- Espera, obra escénica para mezzosoprano, vc, 4 perc y cinta (1995).
- Partida, para fl, cl, cr, tp, trb, perc, pf, arpa, vn, va, vc, cb (1996).
- Lazos, para conjunto de cuerdas (1996).
- Noche de ronda, instalación sonora para Tp, Sx alto y 4 fl (1997).
- En línea, para fl sol/fl baja, 2 cl bajos (1. cl), cr, 2 perc, cb (1999).
- Intonso (11 páginas), para fl en sol/fl baja, cl, fg, cb (2001).
- Retrato del pasado, para cuarteto de cuerdas (2002).
- Tango errante, para piano (2002).
- Lebende Steine, para trío de violonchelos (2004).
- Cuatro esquinas, para piano a cuatro manos (2006).
- Gaudeamus, para fl, cl, fg y vibr (2006).
- FA, para violín y violonchelo (2011).
- Stanze, para violonchelo (2013).
- Eslabones, para 3 contrabajos y 2 percusionistas (2014).
- FA, para viola y violonchelo (2017).
- La silente góndola, para ensamble (2018).
- Gaudeamus II, para tres instrumentos con instrumental abierto (2019).
- Cielo negro, para flauta y flauta contralto (2019).
- Gaudeamus III, para clarinete y dos clarinetes pregrabados (2020).
- Neblinas del ayer, para flauta bajo, corno di bassetto, clarinete bajo, arpa, 2 percusionistas, viola y contrabajo (2022).

## Premios y distinciones
- Segundo Premio del Concurso para Jóvenes Compositores (1988), organizado por la Universidad Nacional de La Plata y la Asociación Catalana de Compositores, Barcelona, España.
- Premio Forum Junger Komponisten (1989), organizado por la Radio WDR, Colonia, Alemania.
- Premio Internacional de Composición "Elizabeth Schneider" (2001), Friburgo de Brisgovia, Alemania.
- Premio de la Ciudad de Buenos Aires (2003), Argentina.

Recibió encargos del Festival Donaueschinger Musiktage, Musik Biennale Berlin, Wittener Tage fuer Neue Kammermusik, Festival Música viva Munich, Freiburger Schlagzeug Ensemble, (IGNM Hannover) Sociedad de Música Contemporánea de Hannover, todos en Alemania, Ciclo de conciertos Ars Nova Choele Choel y Festival Distat Terra (Argentina) y del Festival de Rümlingen, Suiza.
Compositora en residencia de la Akademie Schloss Solitude Stuttgart; del Künstlerhof Schreyahn y del Künstlerhof Schöppingen, todos en Alemania.

## Escritos y ensayos analíticos
- "Aportes en la Música del siglo XX: 'Soliloquy or a Study in Sevenths and other things' de Charles Ives". Autores: Mariano Etkin, M. C. Villanueva, Carlos Mastropietro, Germán Cancián, Santiago Santero. En Revista Nr. 5, Instituto Superior de Música, Universidad Nacional del Litoral, Santa Fe, Argentina. 1996.

- "Forma y variación en la música del siglo XX". Autores: Mariano Etkin, M. C. Villanueva, Carlos Mastropietro, Germán Cancián, Santiago Santero. En Revista Arte e Investigación Nr. 2, Facultad de Bellas Artes, Universidad Nacional de La Plata, Argentina, 1998.

- "Superposición y gradualidad en ‘Hallowe'en’ de Charles Ives". Autores: Mariano Etkin, Carlos Mastropietro, Germán Cancián, M. C. Villanueva. Libro. Ediciones de la UNLP, Universidad Nacional de La Plata, Argentina, 2001.

- "La repetición permanentemente variada: las Seis Melodías para Violín y Teclado (piano) de John Cage". Autores: Mariano Etkin, M. C. Villanueva, Carlos Mastropietro, Germán Cancián. En Anales del III Congreso Iberoamericano de Investigación Musical, Mar del Plata, Argentina, 2000. En Revista Nr. 8, Instituto Superior de Música, Universidad Nacional del Litoral, Santa Fe, Argentina. 2001.

- "Cita y ornamentación en la música de Gerardo Gandini". Autores: Mariano Etkin, M. C. Villanueva, Carlos Mastropietro, Germán Cancián. En Revista Nr. 9, Instituto Nacional de Musicología "Carlos Vega", Buenos Aires, Argentina, 2002.

- "Cifra y cualidad en Only de Morton Feldman". Autores: M. C. Villanueva y Mariano Etkin. En Revista Nr. 14/15, Instituto Nacional de Musicología "Carlos Vega", Buenos Aires, Argentina, 2005.

- "Un 'error' en Bass Clarinet and Percussion de Morton Feldman". Autores: M. C. Villanueva y Mariano Etkin. En Revista Nr. 10, Instituto Superior de Música, Universidad Nacional del Litoral, Santa Fe, Argentina, 2006.

- "Un lirismo complejo": Erdenklavier de Luciano Berio. Autores: Mariano Etkin y M. C. Villanueva. Revista Arte e Investigación Nr. 5, Facultad de Bellas Artes, Universidad Nacional de La Plata, Argentina, 2006.

- "Reihungen". Estudio analítico sobre Reihungen (Sucesiones), la primera de las Fünf Inventionen für Violoncello de Dieter Schnebel. Autores: M. C. Villanueva y Mariano Etkin. En Revista Nr. 11, Instituto Superior de Música, Universidad Nacional del Litoral, Santa Fe, Argentina, 2007.